# Bumbita Arapesh jezik
Bumbita Arapesh jezik (but arapesh, weri; ISO 639-3: aon), jezik torricellske porodice, uže Kombio-Arapesh skupine, podskupine arapesh, kojim govori 4 340 ljudi (2003 SIL) od 8 680 etničkih Arapeša u trinaest sela u provinciji East Sepik, Papua Nova Gvineja. 
Postoji nekoliko dijalekata: bonahoi, urita, timingir, weril i werir. U upotrebi je i tok pisin [tpi].

## Vanjske poveznice
- Ethnologue (14th)
- Ethnologue (15th)